# 乍得变革和协和阵线
乍得变革和协和阵线（简称FACT）是一个政治与军事组织，由秘书长穆罕默德·迈赫迪·阿里于2016年4月创建，旨在推翻乍得政府。该组织是从民主与发展力量联盟分出来的一个派别。该组织被认为对2021年4月代比之死负有责任，当时代比在前线指挥部队与该武装组织作战时被击毙。

## 起源
该组织由脱离民主与发展力量联盟的乍得叛变军官创立。变革和协和阵线最初作为一个联盟由多个叛军派别组成，但于2016年3月便因内部争端陷入困境。部分异见者另行组建了名为共和国拯救军事指挥委员会的组织，而该阵线的目前的形式于2016年4月重新出现。

## 军事行动

### 第二次利比亚内战
在其成立的最初几年中，乍得变革和协和阵线主要作为雇佣兵为利比亚的各派别势力作战。
2016年12月，利比亚国民军又对利乍边境地区的变革和协和阵线武装发动空袭，该线声称此次袭击导致一人死亡、两人受伤。几个月后的2017年6月，最初与变革和协和阵线结盟的民兵组织“第三力量”将朱夫拉地区交给了利比亚国民军控制。该阵线获准继续留在当地，双方达成了一项默契的互不侵犯协议。有传言称，变革和协和阵线曾接受俄罗斯瓦格纳集团的军事训练。根据《纽约时报》2021年4月的一篇报道显示，瓦格纳集团用于训练变革和协和阵线的武器由阿拉伯联合酋长国提供，而美国五角大楼则称阿联酋为瓦格纳集团提供了资金支持。

### 乍得北部叛乱
2021年4月11日傍晚，正值乍得总统选举投票站关闭之际，变革和协和阵线袭击了位于乍得北部的一个边境哨所。作为回应，政府军对其展开了攻击。
2021年4月17日，英国政府表示乍得变革和协和阵线的两支武装车队正向首都恩贾梅纳推进。乍得军方宣称他们在加奈姆区摧毁了其中一支车队，而另一支车队则被发现正逼近马奥。
2021年4月20日，刚刚赢得第六个总统任期的总统伊德里斯·代比在前线被变革和协和阵线武装击中，最终不治身亡。一名叛军发言人称代比是在诺库镇附近的梅莱村中枪受伤，随后被送回首都恩贾梅纳并在那里因伤势过重去世。其子穆罕默德·代比将军随后被宣布为过渡军事委员会主席，出任过渡总统。
2021年5月9日，乍得国民军总参谋长阿巴卡尔·阿卜杜勒克里姆·达乌德宣布，政府军已击败乍得变革和协和阵线武装。据报道称，恩贾梅纳民众在街头为从前线凯旋而归的士兵欢呼，这些士兵乘坐坦克和装甲车组成的车队回城。在恩贾梅纳的一处军营，数十名被俘的乍得变革和协和阵线成员被展示给在场媒体记者。

### 引用资料
- Tubiana, Jérôme; Gramizzi, Claudio.  (PDF). Small Arms Survey. 2018  [2025-05-11] （英语）.